# Porter, Maine
Porter är en kommun (town) i Oxford County i Maine. Vid 2010 års folkräkning hade Porter 1 498 invånare.